# Йон Кантакузіно
Йон Кантакузіно (рум. Ion Şerban Filotti Cantacuzino; *7 листопада 1908, Бухарест — †27 серпня 1975, Бухарест) — румунський медик, кінорежисер, продюсер, сценарист, драматург, літературний і кінокритик, історик кіно.

## Біографія
Народився в родині князя Йона Кантакузіно і актриси Марії Філотті. Закінчив Бухарестський і Паризький університети. Вивчав медицину, філософію і театральну режисуру. У 1929-1934 виступав у пресі як кінокритик. Був директором Національного кінематографічного об'єднання, потім товариства «Чінероміт». Автор книг з історії румунської кінематографії.
Похований на Цвинтарі Беллу в Бухаресті.

## Вибрана фільмографія

### Сценарист
- 1934 — Румунія / România
- 1982 — Божевільний ліс / Padurea nebuna (за романом Захарії Станку)

### Продюсер
- 1943 — Погана ніч / O noapte furtunoasa

## Твори
- Uzină de basme. — București, 1935.
- Momente din istoria filmului românesc. — București, 1965.
- René Clair. — București, 1968.
- Contribuții la istoria cine-matografiei in România. 18961948. — București, 1971.
- Cinematoograful românesc contemporan. 19491975. — București, 1976.